# Grammorhoe centrostrigaria
Grammorhoe centrostrigaria là một loài bướm đêm trong họ Geometridae.